# Бірюкове (село)
Бірюко́ве — село Стрюківської сільської громади Березівського району Одеської області в Україні. Населення становить 68 осіб.

## Населення
Згідно з переписом УРСР 1989 року чисельність наявного населення села становила 89 осіб, з яких 42 чоловіки та 47 жінок.
За переписом населення України 2001 року в селі мешкало 68 осіб.

### Мова
Розподіл населення за рідною мовою за даними перепису 2001 року:
| Мова       | Відсоток |
| ---------- | -------- |
| українська | 91,18 %  |
| молдовська | 5,88 %   |
| російська  | 2,94 %   |